# Longiskwama

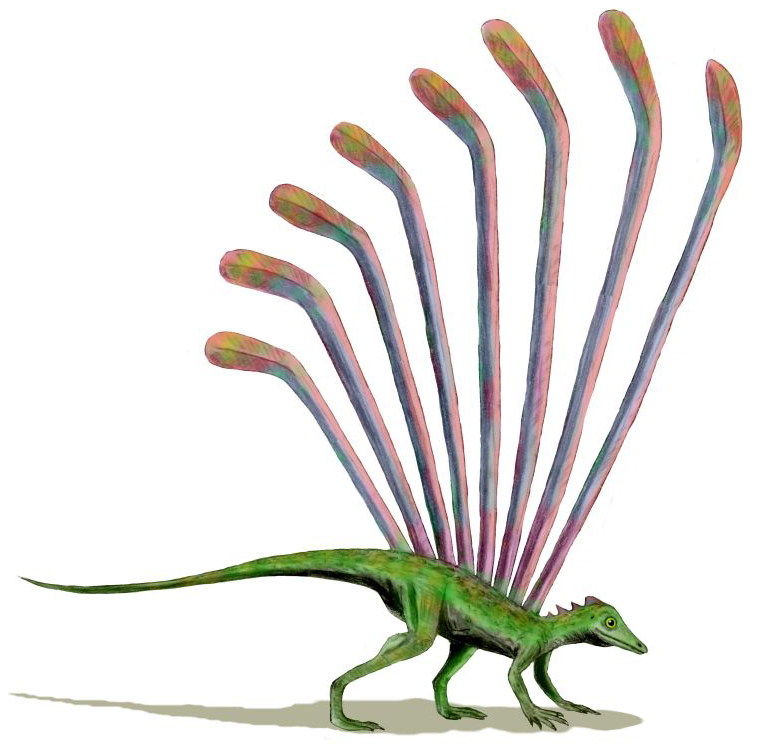
Rekonstrukcja

Longiskwama (Longisquama) – rodzaj wymarłego diapsyda żyjącego w późnym triasie na obecnych terenach Azji. Został opisany w 1970 roku przez Aleksandra Szarowa w oparciu o niekompletny szkielet odkryty w Kirgistanie. Szarow przypisał go do grupy Pseudosuchia, należącej do archozaurów. Swoją teorię oparł na obecności u longiskwamy okien przedoczodołowego oraz żuchwowego, będących synapomorfiami archozaurów (lub Archosauriformes w rozumieniu innych autorów). Przynależność longiskwamy do Archosauriformes – mimo iż wspierana przez niektórych autorów – nie jest jednak pewna, gdyż obecności okna przedoczodołowego nie można potwierdzić, a domniemane okno żuchwowe jest wynikiem uszkodzenia skamieniałości – i tak zresztą znajduje się ono w innym miejscu niż u archozaurów. Ponadto longiskwamy nie łączą z archozaurami żadne inne cechy diagnostyczne. Uzębienie akrodontyczne oraz skostniałe kości międzyobojczykowe, występujące u longiskwamy, są z kolei cechami typowymi dla lepidozaurów. Najbardziej charakterystyczną cechą longiskwamy są długie twory naskórka znajdujące się na grzbiecie zwierzęcia. W 1987 roku Haubold i Buffetaut zasugerowali, że po ich rozłożeniu na boki mogły umożliwiać longiskwamie krótki lot szybowcowy, jednak teoria ta nie jest obecnie uważana za prawdopodobną. W 2000 roku Terry D. Jones i współpracownicy stwierdzili, że twory te są bardzo podobne do piór współczesnych ptaków i prawdopodobnie z nimi homologiczne, ocenili jednak, że stopień pokrewieństwa pomiędzy longiskwamą a ptakami pozostaje nieznany. David Unwin i Michael J. Benton (2001) oraz Robert Reisz i Hans-Dieter Sues (2000) stwierdzili jednak, że struktury interpretowane przez Jonesa i współpracowników jako „nieptasie pióra” są w rzeczywistości w wielu aspektach całkowicie odmienne od piór ptaków. Unwin i Benton odrzucili hipotezę o przynależności longiskwamy do archozaurów, a wraz z Alifanowem stwierdzili, że teorię mówiącą, iż Longisquama jest przodkiem ptaków należy odrzucić ze względu na brak dowodów na jej poparcie. Analiza filogenetyczna przeprowadzona w 2004 roku przez Phila Sentera sugeruje, że Longisquama nie tylko nie należy do archozaurów, lecz jest bazalnym przedstawicielem diapsydów, przypuszczalnie należącym do grupy Avicephala. Badania Sebastiana Voigta i współpracowników z 2009 roku nie wspierają kategoryzowania wydłużonych tworów na grzbiecie longiskwamy ani jako piór, ani jako łusek. Voigt i in. sugerują, że struktury te wykształciły się w dwustopniowym procesie przypominającym proces powstawania pióra i są przykładem niezwykłej plastyczności tworów naskórka występujących u zauropsydów.
Longisquama była prawdopodobnie nadrzewnym owadożercą – ostre, stożkowate zęby są dobrze przystosowane do przebijania chitynowych pancerzyków owadów, a dobrze wykształcona obręcz barkowa, proporcje kończyn przednich oraz wydłużone paliczki sugerują zdolność do wspinania się na drzewa.